# Hieracium isolanum
Hieracium isolanum es una especie de planta con flor del género Hieracium, de la familia Asteraceae, orden Asterales.

## Distribución
Hieracium isolanum se distribuye por Italia y Francia.

## Taxonomía
Fue descrita científicamente por Zahn.
Tratamiento taxonómico
La especie aparece registrada y publicada en E.Burnat, Hierac. Alp. Mar.